# Os Descendentes da Atlântida – Ópera Açoriana

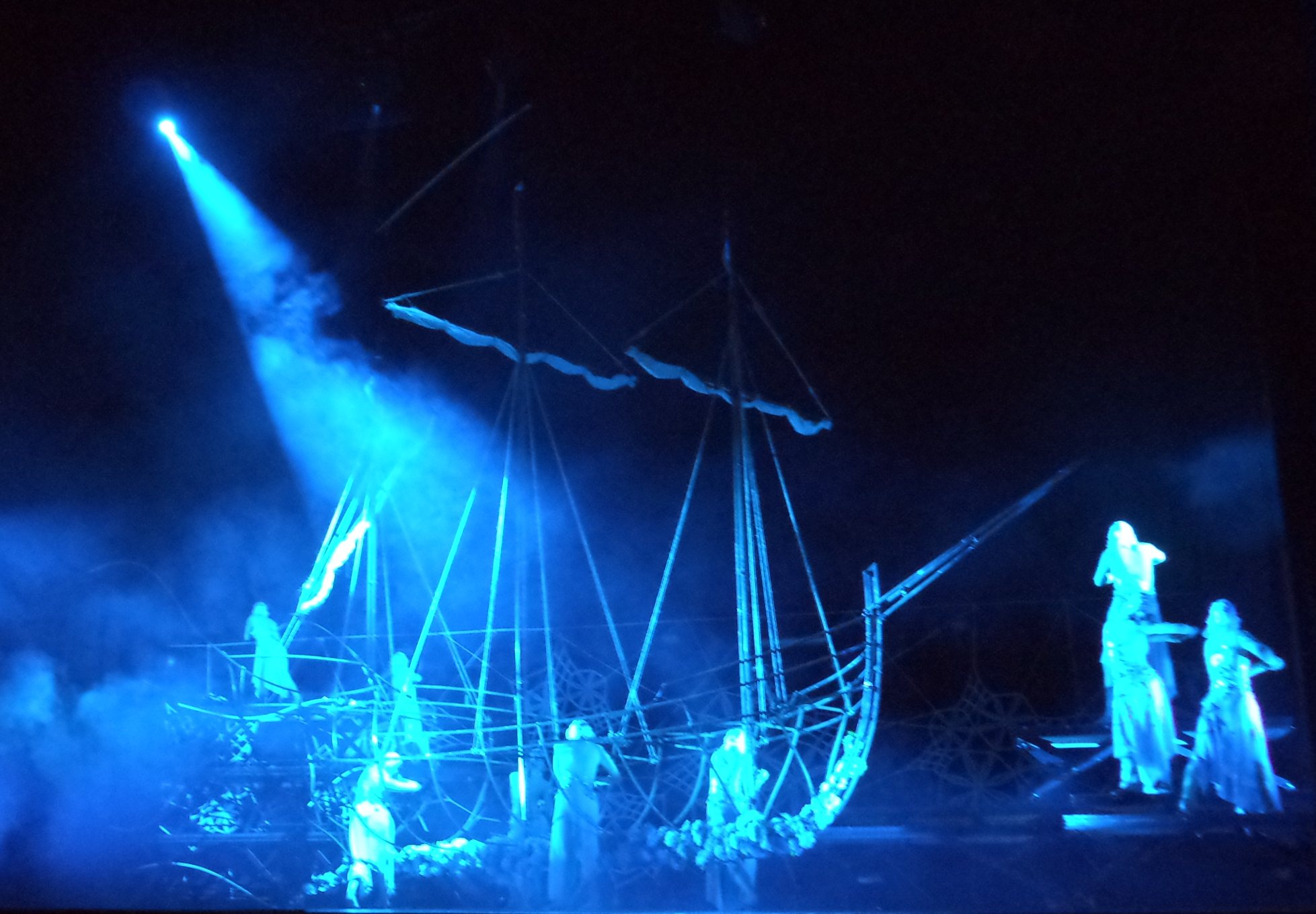
Apresentação do espetáculo Os Descendentes da Atlântida – Ópera Açoriana, no Teatro Micaelense, Ponta Delgada, São Miguel, Açores, Portugal, no dia 20 de junho de 2014.

O espetáculo Os Descendentes da Atlântida – Ópera Açoriana (2014) é uma coreografia simbólica e uma performance de impacto visual, construída com base em textos da literatura açoriana, com a finalidade de representar a importância dos colonos vindos dos Açores na cultura e no imaginário do estado do Rio Grande do Sul (Brasil).

## Antecedentes
O espetáculo foi concebido para assinalar os 263 anos da chegada dos primeiros colonos açorianos ao Rio Grande do Sul, cuja presença constituiu um marco referencial simbólico na formação da cultura daquele estado brasileiro.
A sua conceção e apresentação resultam do Protocolo de Cooperação, assinado em 2013, entre os governos dos Açores e do Rio Grande do Sul, com o objetivo de aprofundar as suas relações.

## Estrutura
O espetáculo é marcado pelo tom fantástico da encenação, que alude à lenda da herança da Atlântida e procura refletir sobre a mitologia heroica desse povo pioneiro e os seus paradoxos de luta e amor pela natureza.
O espetáculo tenta transmitir a forma como o arquipélago dos Açores sempre enfrentou, ao longo dos séculos, uma luta com a natureza devido aos constantes tremores de terra e ao forte sentido de isolamento das nove ilhas cercadas pelo oceano.
Através da dança, a história é representada, por nove bailarinas, em nove estruturas, formando um arquipélago de ilhas dançantes.
Em Os Descendentes da Atlântida – Ópera Açoriana existe a presença do símbolo e a origem do nome do arquipélago dos Açores – o Açor, que personifica o espírito desbravador dos açorianos, resgatando e valorizando as relações do seu povo na formação dos hábitos e da cultura do estado brasileiro do Rio Grande do Sul.
A banda sonora do espetáculo faz uma releitura contemporânea das sonoridades açorianas, enquanto os efeitos de luz e as coreografias pretendem refletir a relação dos ilhéus com o mar, a sua mitologia e a sua convivência com tremores de terra e erupções vulcânicas nas ilhas.

## Apresentações públicas
A primeira apresentação pública do espetáculo ocorreu no dia 9 de junho de 2014, Dia dos Açores, em frente ao Palácio Piratini (sede do governo do estado do Rio Grande do Sul), na cidade de Porto Alegre.
No dia 20 de junho de 2014, Os Descendentes da Atlântida – Ópera Açoriana foi apresentado no Teatro Micaelense, em Ponta Delgada, marcando assim, pela primeira vez, a deslocação aos Açores de um espetáculo do Rio Grande do Sul.

## Ficha Técnica
- Direção, roteiro e texto final: Marcelo Restori
- Revisão de texto: Luiz Antonio de Assis Brasil
- Atrizes: Carla Cassapo e Gabriela Chutz
- Performers de rapel cénico: Juliana Coutinho e Olena Gradynar
- Bailarinas: Aline Karpinski, Camila Vergara, Carol Martins, Cris Eifler, Gisele Chagas, Iandra Cattani, Ju Rutkowski, Mariana Konrad e Manu Albrecht
- Coreografias: Aline Karpinski
- Cenografia: Luiz Marasca
- Coreografia, preparação e montagem de rapel cénico: Jeremias Lopes
- Desenho de luz: Veridiana Matias
- Banda sonora: Cláudio Bonder
- Figurinos: Daniel Lion
- Pesquisa açorina: Gabriela Silva
- Produção: Roze Paz e Suzana (SM-EVENTOS)